# Philipp Gottfried Gaertner
Pour les articles homonymes, voir Gärtner.
Philipp Gottfried Gaertner ou Gottfried Gaertner (1754-1825) est un botaniste allemand, pharmacien à Hanau.